# 岩崎良美
岩崎 良美（いわさき よしみ、1961年〈昭和36年〉6月15日 - ）は、日本の歌手・女優。
東京都江東区深川出身。身長159cm、血液型はO型。堀越高等学校卒業。歌手・女優の岩崎宏美は次姉。1980年2月21日に「赤と黒」で歌手デビュー。愛称は、ヨシリン。
代表曲は「涼風」「I THINK SO」の他、「タッチ」「愛がひとりぼっち」「チェッ!チェッ!チェッ!」「青春」などアニメ「タッチ」の主題歌・エンディング曲が多い。
所属事務所は株式会社コンリアルアート（2022年現在）。2021年4月、桜美林大学大学院修士課程に入学、経営学を学ぶ。

## 略歴

### 生い立ち
1961年6月15日、木材機械輸入販売会社の経営者の三女として誕生。成城学園入学後、歌のレッスンを受け、次姉の岩崎宏美とともに声楽家の松田敏江に師事する。歌のほかに剣道、テニス、乗馬を習い、父親の方針通りスポーツにも励んだ。
1975年に宏美が歌手としてデビューを果たし、いきいきと仕事をする姿に憧れた。それまで以上に歌への関心が高まり、また自身も芸能界入りを強く望むようになった。
ある時、姉と一緒にいたところ、テレビ局のプロデューサーの目に留まる。そして自身も芸能界入りを希望していると伝えた。しかし、宏美の時と同様に父親を筆頭に、母親からも大反対を受ける。良美の性格が内向的であること、また、人気歌手となった宏美と同じフィールドに立つことは邪魔に成り兼ねない、という理由であった（父は宏美の歌手デビューを反対していたが、1978年に宏美の個人事務所を設立してマネジメントを行う経営者でありプロデューサーでもあった）。ある日、夜遅くに帰宅した宏美に「（両親から）芸能界に岩崎宏美は2人も要らないから絶対ダメだと言われた」と泣きながら訴えたことがある。すると宏美は、すぐさま両親の元へ行き「妹の夢を壊す権利があなた達の何処に有るの！」と激怒したという。その後も宏美や恩師・松田の後ろ盾もあり、両親を説得することに成功する。但し、宏美の人気に影響しない歌手活動以外であればという条件付きであったが、良美は芸能界入りを認められた。

### 芸能界デビュー
1978年、テレビ朝日系の時代劇『江戸の鷹 御用部屋犯科帖』第20話にゲスト出演、女優として芸能界デビュー。
1980年2月21日、「赤と黒」でキャニオンレコードより歌手デビュー。2ndシングル「涼風」で7月3日放映のTBS系『ザ・ベストテン』の「スポットライト」コーナーで初出演。「同期デビューの仲良しコンビ」として松田聖子と一緒の出演であった。その後10位（2週連続）にランクインを果たし、同年の第6回日本テレビ音楽祭（日本テレビ）で最優秀新人賞を受賞。「あなた色のマノン」では日本レコード大賞などで新人賞を獲得。同年12月31日に放送の『第31回NHK紅白歌合戦』（NHK総合・ラジオ第1）に初出場。姉・宏美との姉妹同時ソロ出場は紅白史上初であった。
子どもの頃から大人しい性格であるが、デビュー後は楽曲制作に関してしっかりと意見を述べ、意志の強い一面も見せた。当時の担当プロデューサーである渡辺有三は、良美の意見を取り入れたことが作品づくりに良い影響を与えたと回顧している。
1984年ごろから俳優としての活動も増え、同年は山田太一ドラマ『真夜中の匂い』（フジテレビ）、『スクール☆ウォーズ』（TBS）にレギュラー出演した。
1985年、20枚目のシングル「タッチ」が自身最大のヒット曲となり、年末に開催された『第27回日本レコード大賞』（TBSテレビ・ラジオ）で金賞を受賞。21枚目のシングル「愛がひとりぼっち｣では1985 FNS歌謡祭（フジテレビ）で優秀歌謡音楽賞を受賞、翌年1986年にはB面の「青春」が 第58回選抜高校野球大会の入場行進曲に起用された。

### 俳優活動へ
歌手としてヒットにも恵まれたが、姉・宏美との比較に悩み、大好きだった歌が次第に楽しくなくなっていったという。1989年8月に「硝子のカーニバル」、翌9月にアルバム『月夜にGOOD LUCK
』をリリースしてからは、芸能活動の主体を舞台やドラマ出演に移し、多数の作品に出演した。
主演ドラマでは、1990年に出演した朝の連続ドラマ『花真珠』が海外でも放送されヒットする。本作品は「清楚さと現代的なセンスを兼ね備えているため、真珠のイメージに合う」ということでの起用だった。
1994年、舞台『ヴェニスの商人』に出演し、本作品の英国人演出家との出会いがきっかけとなって、以前のように「うまく歌わなくてはいけない」とばかり考えずに、「今の私だから歌える歌があるかもしれない」と思うようになったという。

### 歌手復帰
再び歌にも気持ちが向かうようになり、1998年11月に歌手復帰第一作となるシングル「Message」を発表。2001年のシングル「鳥になって」からはフレンチポップスがレパートリーに加わった。当時は「フランス語をまだ形にできていない」としながらも、テレビでは歌番組のほか語学番組でも歌唱を披露した。
歌手活動を再開するにあたり、昔からジェーン・バーキンの歌を聴いていたことや、精神面で強くなりたいという思いを抱いていたことから「ヨーロッパの風が吹くような、自立した女性を応援するような歌を歌いたい」と、フランス語やシャンソンを学んだと語っている。
歌手休業前には一緒に歌うことがほとんどなかった姉・宏美との共演の機会も増え、2008年に公式では初めてとなるジョイントコンサートを開催（岩崎宏美・岩崎良美 Precious Night プレシャスナイト）。2023年現在も姉妹によるジョイントライブが「宝くじ助成・まちの音楽会」として定期的に実施されている。

### 近年の活躍
歌手デビュー30周年となる2010年には多数のライブを行い、取材には、歌にも芝居にも前向きな時に節目を迎えられてうれしいとコメントした。2011年にはプロデューサーに長岡和弘を迎え、初のカバーアルバム『色彩の主人公』を発表。
2014年2月から、渋谷JZBratでの100名限定ライブをスタート。「Yoshimi's Night」シリーズ、「Un Voyage avec Yoshimi」シリーズは連続前売り完売と、今なおその歌声の人気は高い。歌手デビュー35周年の2015年12月のライブで初披露した良美自身が作詞の「My Life」（作曲・編曲は椿本匡賜）は日本ラグビーフットボール協会公認の7人制女子ラグビー大会の公式応援ソングとなった。
歌手活動の他、俳優業ではストレートプレイだけでなくミュージカルにも出演。ナレーターとしての活動も多い。
私生活では、2011年10月に3歳年上の医師と結婚。2019年6月、前年2018年に離婚していたことが明らかになった。
2020年、デビュー40周年記念アルバム『Chanter chanter chanter』をリリースした。

## 音楽
初期からニューミュージックの作家を多数起用し、フランス文学路線、ヨーロピアン路線、アダルト・コンテンポラリー路線など伸びやかな歌唱力と洋楽志向である本人の音楽的センスを活かした作品を次々と発表。音楽性の高さからニューミュージックのアーティストの中にもファンがとても多かった。
しかし、1980年代当時のヒットチャートを賑わす歌謡曲は、わかりやすいコード進行の楽曲が好まれていた。また、シングル曲先行でリリースされることが多く、良美のようにアルバム先行で作品制作することは稀であった。「岩崎良美は先を行き過ぎていて難しい」と評論家に言われることも少なくなかった。それゆえにコンスタントに歌番組に出演していたが爆発的なヒットに恵まれていない苦悩があった。
デビュー6年目の1985年、それまでとは大きく路線を変えた「タッチ」をリリース。テレビアニメ『タッチ』の主題歌として、同アニメのヒットとともに“岩崎良美”の名と歌声が知れ渡る。オリコンランキングでは週間最高第12位、年間ランキングで39位にチャートイン。これを機に同作品の主題歌・エンディングの殆どを担当する。「タッチ」は良美の代表曲のひとつとなり、世代を超えて愛される定番曲になった。
その一方で、これ以外の路線にこそ良美の本質的な魅力があり、もっと評価されるべきだという声もある。

## エピソード

### 趣味・特技
- 特技は剣道、乗馬 [3][8]。中学時代はテニス部に所属しており、いずれもテレビCMや雑誌で披露することがあった[3][8]。
- アイドル時代の趣味はお菓子作りで、手作りの菓子を現場のスタッフや共演者に差し入れることがいちばんの楽しみであった[27]。趣味を生かしたレシピ本を出版したこともある[8]。最近はスキーがマイブームとなり、スケジュールの合間をぬってスキーを楽しんでいる。

### 人物像
- 幼少期から自宅で犬、猫、鳩、キジ、鶏などを飼っていた影響もあり全般的な動物好きである[28]。また父親は無口で非常に厳しい人であったが、動物と接するときの父の目が優しかったことから、動物好きの男性を理想とするようになった[29]。結婚した当時の夫も良美と同じく猫を1匹飼っており、結婚後は夫の猫を含めた2匹となり[30]、その後、もう一匹迎えて合計3匹（アメリカンショートヘア、シャルトリュー、アメリカンカール）を飼っていた。しかし、2018年に離婚した折に「結婚生活を思い出すのがイヤだ」と知人に譲り渡した[22]。
- 元祖「水着にならなかったアイドル」であり、雑誌のグラビアでは水着姿を一切披露せず芸能人水泳大会にもTシャツ姿で出場していた[31]。当時はグラビアアイドルというジャンルが確立されておらずアイドル歌手の売出しには水着が必須であったため、良美の水着拒否は異例のことであった[31]。この理由に関してはインタビューや篠山紀信との対談で、所属事務所との当初の契約であること、肌を露出するのが苦手であることを話していた[32][33]。
- 良美と同じ1980年にアイドル歌手としてデビューし、また同学年でもあった松田聖子と鹿取洋子の二人とは、特に仲の良い親友同士だった。その両者は良美について「繊細でとてもナイーブな人」「話していて落ち着く」と語っている[34][35][36]。さらに同期デビューで、学年では4歳下になる柏原芳恵も良美とは「音楽番組でご一緒したのを切っ掛けに、今はお互いの誕生日を祝い合う『メル友』に成った」等の交流がある[37]。
- 人見知りな性格だが活発な面もあり、ドラマなどで共演した伊東四朗は良美の性格について、おしとやかで良家の子女という感じだったため、どうしてこんな子が芸能界に入ったのかと悩んだが、親しくなるうちに、よく喋りよく笑うおきゃんな一面に驚いたと語った[38]。
- 結婚が報道された際、いわゆる「熱愛報道」がこれまでなかったことが伝えられ、かつて語った結婚観が紹介された[39]。
- フランス好きを公言しており、若い頃からパリが大好きで20回以上は訪れている。上記医師との離婚後も「パリに遊びに行きたい」とばかり言っている…と報じられている[40]。

### その他
- 杉本哲太が食事に誘った際、2人で会うことを躊躇した良美が友人の女性を連れて行ったため、3人での会食になった。この女性はのちに杉本の妻となる神津はづきで、これが両者の初対面の場になった[41]。
- 朝日放送の音楽祭で優秀賞・最優秀歌唱賞を受賞した際、舞台上では平常心を保ったが、空港まで見送りに来て祝福してくれたファンを見て感極まり、涙が溢れたという[42]。
- 幼少期、ひまわりが怖くて苦手だった。姉の岩崎宏美に「ひまわりは近くに来た小さな子どもを食べる」と吹きこまれたことが原因。そのため、友達の家に行くにはひまわり畑を通らなければならなかったが怖くて仕方がなかったという[3]。のちのトーク番組で、宏美がこの発言をしたのは、仲の良い妹に友達ができて、妹を取られるように感じたため嫉妬心から嘘を吹き込んだと明かした[43]。
- 横浜に住む叔母夫婦に子供がいなかったため、我が子のように可愛がられていた[8]。叔父が船の仕事で長期間不在になりがちであったことから、良美はなおさら叔母のそばにいたがり[3]、幼い頃は半分以上叔母に育てられたようなものだという[8]。「いちばん好きな人」としても叔母を挙げていた[3]。
- あだち充は良美のファンであることを公言しており[注 2][44]、のちに『タッチ』の主題歌を良美が担当してから親交が続いている[45]。
- 還暦を目前にしての大学院入学決意は、新型コロナにより2020年春以降公演キャンセルが相次ぎ、思い悩んだことが契機となった[2]。修士論文のテーマは3歳から9歳を対象とした絵本ビジネスで、6か所の幼稚園において自作絵本の読み聞かせをしてアンケートをとった[46]。

## ディスコグラフィ

### シングル
| #                          | 発売日               | A/B面                | タイトル                           | 作詞                 | 作曲                                                      | 編曲                 | 規格品番             |
| キャニオン・レコード       | キャニオン・レコード | キャニオン・レコード | キャニオン・レコード               | キャニオン・レコード | キャニオン・レコード                                      | キャニオン・レコード | キャニオン・レコード |
| -------------------------- | -------------------- | -------------------- | ---------------------------------- | -------------------- | --------------------------------------------------------- | -------------------- | -------------------- |
| 1                          | 1980年 2月21日       | A面                  | 赤と黒                             | なかにし礼           | 芳野藤丸                                                  | 大谷和夫             | C-168                |
| 1                          | 1980年 2月21日       | B面                  | クライマックス                     | なかにし礼           | 小田裕一郎                                                | 大谷和夫             | C-168                |
| 2                          | 1980年 5月21日       | A面                  | 涼風                               | 来生えつこ           | 芳野藤丸                                                  | 大谷和夫             | C-174                |
| 2                          | 1980年 5月21日       | B面                  | モーニング コール                  | 来生えつこ           | 芳野藤丸                                                  | 大谷和夫             | C-174                |
| 3                          | 1980年 8月21日       | A面                  | あなた色のマノン                   | なかにし礼           | 芳野藤丸                                                  | 大谷和夫             | C-190                |
| 3                          | 1980年 8月21日       | B面                  | 夏のたより                         | 竜真知子             | 大谷和夫                                                  | 大谷和夫             | C-190                |
| 4                          | 1980年 12月21日      | A面                  | I THINK SO                         | 岡田冨美子           | 網倉一也                                                  | 船山基紀             | 7A-0032              |
| 4                          | 1980年 12月21日      | B面                  | 愛情物語                           | なかにし礼           | 坂田晃一                                                  | 船山基紀             | 7A-0032              |
| 5                          | 1981年 3月21日       | A面                  | 四季                               | 丹羽しげお           | 佐藤準                                                    | 佐藤準               | 7A-0056              |
| 5                          | 1981年 3月21日       | B面                  | 今夜は私RICHな気分                 | 丹羽しげお           | 佐藤準                                                    | 佐藤準               | 7A-0056              |
| 6                          | 1981年 6月5日        | A面                  | LA WOMAN                           | 大津あきら           | 南佳孝                                                    | 船山基紀             | 7A-0080              |
| 6                          | 1981年 6月5日        | B面                  | 夏をひとりじめ                     | 有馬三恵子           | 岩沢二弓                                                  | 船山基紀             | 7A-0080              |
| 7                          | 1981年 9月5日        | A面                  | ごめんねDarling                    | 尾崎亜美             | 尾崎亜美                                                  | 鈴木茂               | 7A-0102              |
| 7                          | 1981年 9月5日        | B面                  | ふれて 風のように                  | 尾崎亜美             | 尾崎亜美                                                  | 鈴木茂               | 7A-0102              |
| 8                          | 1982年 1月21日       | A面                  | 愛してモナムール                   | 安井かずみ           | 加藤和彦                                                  | 清水信之             | 7A-0150              |
| 8                          | 1982年 1月21日       | B面                  | 雨の日曜日                         | 網倉一也             | 網倉一也                                                  | 大村雅朗             | 7A-0150              |
| 9                          | 1982年 4月21日       | A面                  | どきどき旅行                       | 安井かずみ           | 加藤和彦                                                  | 清水信之             | 7A-0167              |
| 9                          | 1982年 4月21日       | B面                  | 私の恋は印象派                     | 安井かずみ           | 加藤和彦                                                  | 清水信之             | 7A-0167              |
| 10                         | 1982年 7月21日       | 両A面                | マルガリータ ガール                | 安井かずみ           | 加藤和彦                                                  | 清水信之             | 7A-0200              |
| 10                         | 1982年 7月21日       | 両A面                | Vacance                            | 青木茗               | パンタ                                                    | 清水信之             | 7A-0200              |
| 11                         | 1982年 10月5日       | A面                  | 化粧なんて似合わない               | 尾崎亜美             | 尾崎亜美                                                  | 鈴木茂               | 7A-0220              |
| 11                         | 1982年 10月5日       | B面                  | 恋・あなただけに                   | 大貫妙子             | 大貫妙子                                                  | 清水信之             | 7A-0220              |
| 12                         | 1983年 1月21日       | A面                  | 恋ほど素敵なショーはない           | 売野雅勇             | 梅垣達志                                                  | 大村雅朗             | 7A-0241              |
| 12                         | 1983年 1月21日       | B面                  | まぶしい扉                         | SHOW                 | 岩里未央                                                  | 大谷和夫             | 7A-0241              |
| 13                         | 1983年 4月21日       | A面                  | ラストダンスには早過ぎる           | 売野雅勇             | 上久保純                                                  | 大村雅朗             | 7A-0273              |
| 13                         | 1983年 4月21日       | B面                  | 波にさらわれた恋                   | 売野雅勇             | 小田裕一郎                                                | 大村雅朗             | 7A-0273              |
| 14                         | 1983年 7月21日       | A面                  | 月の浜辺                           | 尾崎亜美             | 尾崎亜美                                                  | 大村雅朗             | 7A-0295              |
| 14                         | 1983年 7月21日       | B面                  | Dreaming World                     | 山本伊織             | 馬飼野康二                                                | 馬飼野康二           | 7A-0295              |
| 15                         | 1983年 10月21日      | A面                  | オシャレにKiss me                  | 売野雅勇             | 山川恵津子                                                | 大村雅朗             | 7A-0321              |
| 15                         | 1983年 10月21日      | B面                  | 風の影                             | 売野雅勇             | 鈴木キサブロー                                            | 後藤次利             | 7A-0321              |
| 16                         | 1984年 1月5日        | A面                  | プリテンダー                       | 売野雅勇             | 井上大輔                                                  | 井上鑑               | 7A-0343              |
| 16                         | 1984年 1月5日        | B面                  | ハート美人よ                       | 竜真知子             | 見岳章                                                    | 惣領泰則             | 7A-0343              |
| 17                         | 1984年 4月21日       | A面                  | 愛はどこに行ったの                 | 康珍化               | 林哲司                                                    | 大村雅朗             | 7A-0366              |
| 17                         | 1984年 4月21日       | B面                  | ジャスミンの頃                     | 売野雅勇             | 大村雅朗                                                  | 大村雅朗             | 7A-0366              |
| 18                         | 1984年 7月5日        | A面                  | くちびるからサスペンス             | 康珍化               | 林哲司                                                    | 林哲司               | 7A-0396              |
| 18                         | 1984年 7月5日        | B面                  | Manhattan Morning                  | 加藤雄一             | 井上大輔                                                  | 井上鑑               | 7A-0396              |
| 19                         | 1984年 10月21日      | A面                  | ヨコハマHeadlight                  | 康珍化               | 林哲司                                                    | 林哲司               | 7A-0435              |
| 19                         | 1984年 10月21日      | B面                  | 10月のフォト・メール               | 康珍化               | 林哲司                                                    | 林哲司               | 7A-0435              |
| 20                         | 1985年 3月21日       | A面                  | タッチ                             | 康珍化               | 芹澤廣明                                                  | 芹澤廣明             | 7A-0469              |
| 20                         | 1985年 3月21日       | B面                  | 君がいなければ                     | 康珍化               | 芹澤廣明                                                  | 芹澤廣明             | 7A-0469              |
| 21                         | 1985年 10月16日      | A面                  | 愛がひとりぼっち                   | 康珍化               | 芹澤廣明                                                  | 芹澤廣明             | 7A-0534              |
| 21                         | 1985年 10月16日      | B面                  | 青春                               | 康珍化               | 芹澤廣明                                                  | 芹澤廣明             | 7A-0534              |
| 22                         | 1986年 6月5日        | A面                  | チェッ!チェッ!チェッ!              | 康珍化               | 芹澤廣明                                                  | 芹澤廣明             | 7A-0585              |
| 22                         | 1986年 6月5日        | B面                  | 約束                               | 康珍化               | 芹澤廣明                                                  | 芹澤廣明             | 7A-0585              |
| 23                         | 1987年 2月5日        | A面                  | 情熱物語                           | 康珍化               | 芹澤廣明                                                  | 芹澤廣明             | 7A-0682              |
| 23                         | 1987年 2月5日        | B面                  | 野球                               | 康珍化               | 芹澤廣明                                                  | 芹澤廣明             | 7A-0682              |
| 24                         | 1987年 3月21日       | A面                  | TOUCH （EXTENDED ENGLISH VERSION） | Jim Steel            | 芹澤廣明                                                  | 武部聡志             | C12A-0556            |
| 24                         | 1987年 3月21日       | B面                  | （DUB VERSION）                    | Jim Steel            | 芹澤廣明                                                  | 武部聡志             | C12A-0556            |
| 24                         | 1987年 3月21日       | B面                  | （EXTENDED JAPANESE VERSION）      | 康珍化               | 芹澤廣明                                                  | 武部聡志             | C12A-0556            |
| 25                         | 1987年 8月5日        | A面                  | ONLY HE                            | 高柳恋               | A.L.Webber R.Stilgoe                                      | 武部聡志             | 7A-0754              |
| 25                         | 1987年 8月5日        | B面                  | オ・ニ・ヴァ                       | 高柳恋               | S.Singer P.V.Aste M.Harris                                | 杉山卓夫             | 7A-0754              |
| CBS・ソニー                |                      |                      |                                    |                      |                                                           |                      |                      |
| 26                         | 1989年 7月1日        | 01                   | 硝子のカーニバル                   | 横山武               | 都志見隆                                                  | 中村哲               | 10EH-3307            |
| 26                         | 1989年 7月1日        | 02                   | 言い訳                             | 戸張郁子             | Christopher Currell                                       | Christopher Currell  | 10EH-3307            |
| エー・アンド・イー         |                      |                      |                                    |                      |                                                           |                      |                      |
| 27                         | 1998年 11月1日       | 01                   | Message                            | 岩崎良美             | 吉原かつみ                                                | 吉原かつみ           | DR-001               |
| 27                         | 1998年 11月1日       | 02                   | 冷たい雨                           | 東郷幸枝             | 吉原かつみ                                                | 吉原かつみ           | DR-001               |
| ファースト・パブリシティー |                      |                      |                                    |                      |                                                           |                      |                      |
| 28                         | 2001年 12月10日      | 01                   | 風のささやき                       | A.Bergman M.Bergman  | M.Legrand                                                 | 江藤直子             | F-501                |
| 28                         | 2001年 12月10日      | 02                   | 鳥になって                         | 岩崎良美             | 江藤直子                                                  | 江藤直子             | F-501                |
| 28                         | 2001年 12月10日      | 03                   | 夢見るシャンソン人形               | Serge Gainsbourg     | Serge Gainsbourg                                          | 大津真 江藤直子      | F-501                |
| ティームエンタテインメント |                      |                      |                                    |                      |                                                           |                      |                      |
| 29                         | 2007年 4月18日       | 01                   | タッチ（21st ver.）                | 康珍化               | 芹澤廣明                                                  | 米光亮               | KDSD-134             |
| 29                         | 2007年 4月18日       | 02                   | チェッ!チェッ!チェッ!（21st ver.） | 康珍化               | 芹澤廣明                                                  | 米光亮               | KDSD-134             |
| 29                         | 2007年 4月18日       | 03                   | 青春（21st ver.）                  | 康珍化               | 芹澤廣明                                                  | 米光亮               | KDSD-134             |
| 29                         | 2007年 4月18日       | 04                   | 愛がひとりぼっち（21st ver.）      | 康珍化               | 芹澤廣明                                                  | 太田美知彦           | KDSD-134             |
| グローイングアップ         |                      |                      |                                    |                      |                                                           |                      |                      |
| 30                         | 2009年 10月1日       | 01                   | ココロの色                         | 漆戸啓               | 漆戸啓                                                    | 漆戸啓               | ZGRCA-1003           |
| 30                         | 2009年 10月1日       | 02                   | モノクローム                       | 岩崎良美 漆戸啓      | 漆戸啓                                                    | 漆戸啓               | ZGRCA-1003           |
| メルシボク                 |                      |                      |                                    |                      |                                                           |                      |                      |
| 31                         | 2012年 10月24日      | 01                   | 涼風 2012                          | 来生えつこ           | 芳野藤丸                                                  | 漆戸啓               | MG2Y-0904            |
| 31                         | 2012年 10月24日      | 02                   | 愛は風の中に 2012                  | 伊藤薫               | 伊藤薫                                                    | 漆戸啓               | MG2Y-0904            |
| 32                         | 2012年 10月24日      | 01                   | Hurry Up 2012                      | 尾崎亜美             | 尾崎亜美                                                  | 漆戸啓               | MG2Y-0905            |
| 32                         | 2012年 10月24日      | 02                   | ふれて 風のように 2012             | 尾崎亜美             | 尾崎亜美                                                  | 漆戸啓               | MG2Y-0905            |
| 33                         | 2012年 12月12日      | 01                   | 愛がひとりぼっち 2012              | 康珍化               | 芹澤廣明                                                  | 漆戸啓               | MG2Y-0906            |
| 33                         | 2012年 12月12日      | 02                   | あの日のあなたに 2012              | 伊藤薫               | 伊藤薫                                                    | 漆戸啓               | MG2Y-0906            |
| Link rights                |                      |                      |                                    |                      |                                                           |                      |                      |
| 34                         | 2016年 2月24日       | 01                   | リボン                             | 森田健               | 森田健                                                    | 松岡モトキ           | LRICP-0002           |
| avex trax                  |                      |                      |                                    |                      |                                                           |                      |                      |
| 35                         | 2024年 7月24日       | 01                   | タッチ(2024)                       | 康珍化               | 芹澤廣明                                                  | 鈴木Daichi秀行       | AVCD-61455           |
| 35                         | 2024年 7月24日       | 02                   | おさるのジョージ                   | 日本語詞:市之瀬洋一  | Steve D'Angelo Terry Tompkins Rocco Gagliese David Conlon | せきもとみお         | AVCD-61455           |

### アルバム

#### オリジナル・アルバム
1. Ring-a-Ding（1980年7月21日）
2. SAISONS（1980年12月21日）
3. Weather Report（1981年7月21日）
4. 心のアトリエ（1981年12月5日）
5. Cecile（1982年6月21日）
6. 唇に夢の跡（1983年3月21日）
7. Save me（1983年11月21日）
8. Wardrobe（1984年9月5日）
9. half time（1985年9月5日）
10. タッチ（1985年11月21日）
11. cruise（1986年7月21日）
12. blizzard（1986年11月21日）
13. 床に、シンデレラのTシャツ。（1987年11月21日）
14. 月夜にGOOD LUCK（1989年9月21日）- CBSソニー
月夜にGOOD LUCK +5（2015年9月3日）- Blu-spec CD2/オーダーメイドファクトリー/DQCL-70 CBSソニー
15. La confusion（2000年3月30日）- インディーズレーベル
16. Qui est-ce?（2002年9月28日）- インディーズレーベル
17. 岩崎良美ヴォーカルアルバム 赤と黒から…I（2009年12月5日）- デビュー30周年記念セルフカバーミニアルバムで「赤と黒09」「ごめんねDarling」「Tomorrow」など収録
18. 岩崎良美ヴォーカルアルバム 赤と黒から…II あなた色のマノン（2010年10月6日）- シリーズ第2弾で「I THINK SO」「どきどき旅行」「小石のワルツ」「ココロの色」など収録
19. 岩崎良美ヴォーカルアルバム 赤と黒から…III 愛してモナムール（2013年4月10日）- シリーズ第3弾で「Vacance」「カメリアの花咲く丘」「ありふれた奇跡のうた」など収録
20. My Life（2016年9月3日）7人制女子ラグビー公式応援ソング「My Life」「Cheek to cheek」「白い恋人たち」など収録 - IMB KOCD-5001
21. Someday（2017年9月1日）
22. Chanter chanter chanter (2020年4月3日) - デビュー40周年記念アルバム

#### カバー・アルバム
1. 色彩の主人公（2011年11月2日）- ベルウッド・レコード BZCS-1084
2. THE REBORN SONGS〜シクラメン〜（2013年6月26日）- 徳間ジャパンコミュニケーションズ TKCA-73886
3. This is Japan にほんの歌 (2023年3月29日) - キムミュージックエンターテインメント KIMME-031

#### ライブ・アルバム
1. LIVE〜女の子だけのコンサート〜（1983年9月5日）
2. 岩崎良美ライヴアルバム 恋ほど素敵なショーはない Yoshimi Iwasaki Debut 30th Anniversary Concert（2010年4月28日）- 初回分のみボーナスDVD付き

#### ベスト・アルバム
1. SINGLES（1982年12月5日）
2. best Palette（1984年3月3日）
3. BEST SELECTION（1984年12月5日）- CD限定
4. best cologne（1985年3月5日）
5. A面コレクション（1985年6月21日）- CD限定
6. カスタム（1986年8月21日）
7. スーパーベスト（1987年1月21日）- CD+カセット限定
8. NON-STOP（1987年3月5日） - 企画ベスト
9. 岩崎良美ベスト（1988年1月21日）- CD+カセット限定
10. フォーエヴァー・アイドル・ベスト・シリーズ 岩崎良美（1989年8月21日）- CD限定
11. MY これ！クション 岩崎良美BEST（2001年11月5日）
12. りばいばる 岩崎良美（2007年1月17日）
13. 岩崎良美 SINGLESコンプリート（2007年8月17日）- 2枚組
14. Myこれ！チョイス 04 Weather Report＋シングルコレクション（2008年7月16日）
15. Myこれ！チョイス 05 Wardrobe＋シングルコレクション（2008年7月16日）
16. Myこれ！Liteシリーズ 岩崎良美（2010年4月21日）
17. ザ・プレミアムベスト 岩崎良美（2012年11月21日）
18. ゴールデン☆アイドル 岩崎良美（2014年7月30日）

#### CD-BOX
1. 岩崎良美 CD-BOX 80-87 ぼくらのベスト（2002年7月17日）
2. 岩崎良美 CD-BOX 80-84 ぼくらのベスト2（2004年1月7日）
3. 岩崎良美 CD-BOX 85-87 ぼくらのベスト3（2004年6月16日）
4. 岩崎良美 debut 30th Anniversary CD-BOX（2010年2月17日）

#### 映像作品
1. Qui est-ce?【DVD】（2004）- インディーズレーベル
2. 岩崎宏美＆岩崎良美/Precious Night【DVD】（2008年9月24日）- 文京シビックホール2008年5月16日でのコンサートを収録

#### 企画
- 岩崎宏美/Dear Friends（2003年3月21日）-「誰もいない海」収録
- 岩崎宏美/Dear Friends II（2003年11月26日）-「白い色は恋人の色」収録
- 岩崎宏美/Dear Friends III（2006年10月2日）-「卒業写真」収録
- 岩崎宏美/Dear Friends IV（2008年10月22日）-「夢で逢えたら」収録
- 岩崎宏美/Dear Friends V（2010年10月20日）-「恋のフーガ」収録
- 岩崎宏美/Dear Friends VIII 筒美京平トリビュート（2019年8月21日）-「にがい涙」収録
- Sound Horizon/6th story CD Moira（2008年9月3日）
- アニソンNo.1 Vol.2（2009年5月27日）-「君がいなければ 21st century ver」収録
- ブラバン！甲子園3（2009年6月24日）-「タッチ 岩崎良美×東京佼成ウインドオーケストラ」収録
- カーペンターズ フォーエバー（2010年1月13日）-「マスカレード（訳詞ver）」収録

### タイアップ曲
| 年     | 楽曲                     | タイアップ                                                 |
| ------ | ------------------------ | ---------------------------------------------------------- |
| 1980年 | 涼風                     | 資生堂「シャワーコロン」CMソング                           |
| 1980年 | I THINK SO               | オリエント時計・CMソング                                   |
| 1983年 | 恋ほど素敵なショーはない | 日清「サラダ油の豆乳」CMソング                             |
| 1984年 | プリテンダー             | 日清「サラダ油の豆乳」CMソング                             |
| 1984年 | くちびるからサスペンス   | 日清「サラダ油の豆乳」CMソング                             |
| 1985年 | タッチ                   | フジテレビ系テレビアニメ「タッチ」OPテーマ（第1期）        |
| 1985年 | 君がいなければ           | フジテレビ系テレビアニメ「タッチ」EDテーマ（第1期）        |
| 1985年 | 愛がひとりぼっち         | フジテレビ系テレビアニメ「タッチ」OPテーマ（第2期）        |
| 1985年 | 青春                     | フジテレビ系テレビアニメ「タッチ」EDテーマ（第2期、第3期） |
| 1986年 | チェッ!チェッ!チェッ!    | フジテレビ系テレビアニメ「タッチ」OPテーマ（第3期）        |
| 1986年 | 約束                     | フジテレビ系テレビアニメ「タッチ」EDテーマ（第3期）        |
| 1987年 | 情熱物語                 | フジテレビ系テレビアニメ「タッチ」OPテーマ（第4期）        |
| 1987年 | 野球                     | フジテレビ系テレビアニメ「タッチ」挿入歌                   |
| 1989年 | 硝子のカーニバル         | 銀座ジュエリーマキ「カメリアダイヤモンド」CMソング         |
| 2016年 | リボン                   | 映画「生まれ変わりの村」挿入歌                             |

## 出演

### 舞台
- かぐや（1979年 サンシャイン劇場）
- リトル・ウィミン（1985年 日生劇場）
- 頭痛肩こり樋口一葉（1986年 芸術座）
- 遙かなり山河 -白虎隊異聞-（1987年 帝国劇場/中日劇場）
- 幸福 （1988年 芸術座）
- 雪国（1988年 御園座）
- 忘れ扇（1989年 明治座）
- エニシング・ゴーズ（1991年 中日劇場）
- 人生劇場 （1992年 梅田コマ劇場）
- SANADA（1992年 近鉄劇場）
- 42丁目のキングダム（1993年 シアターアプル）
- High Spirits （1993年 シアターアプル）
- マクベス・テンペスト（1993年 東京グローブ座）
- アルバート （1994年 博品館劇場）
- ヴェニスの商人（1994年 サンシャイン劇場）
- 樅ノ木は残った （1994年 明治座）
- オセロー（1995年 紀伊國屋ホール）
- 冬の蝶 （1995年 明治座）
- 雪国（1995年 新宿コマ劇場）
- 夢のタイムリミット（1995年 東京芸術劇場）
- 夢幻にて候（1996年 明治座）
- 冬の蝶（再演）（1996年 名鉄ホール）
- 夜叉ヶ池（1996年 御園座）
- 女三の宮 （1997年 帝国劇場）
- 新版・滝の白糸 （1997年 北海道厚生年金会館ほか）
- 桃太郎侍 （1997年 明治座）
- 幸子颯爽女白浪 -弁天小僧異聞- （1997年 新宿コマ劇場）
- 見えない橋（1998年4月 御園座）
- 花粉熱（1998年6月 - 7月 博品館劇場ほか）
- フットルース（2001年 赤坂ACTシアター）
- 42丁目のキングダム（2005年 アートスフィア）
- 帰り花（2008年 青年座劇場）
- ミュージカル「アニー」（2002年2月 - 2010年8月 青山劇場こどもの城ほか）

### テレビドラマ
- 江戸の鷹 御用部屋犯科帖 第20話「戦慄!夜霧の女」（1978年5月23日、テレビ朝日）
- 五代家の嫁 （1978年7月3日-12月25日、日本テレビ）
- 土曜ワイド劇場 （テレビ朝日）
  - 血痕（1979年）
  - 美人デザイナー殺し（1993年6月26日） - 大林美希 役
  - 木曽路殺人事件（1993年11月13日）
  - 家政婦は見た!15（1996年4月13日） - 島村佐夜 役
  - 温泉若おかみの旅情殺人推理7（1998年3月14日） - 宮原幸子 役
- 必殺仕事人 第5話「三十両で命が買えるか?」（1979年6月15日、朝日放送） - お咲 役
- とり舵いっぱーい!（1979年、日本テレビ「欽ちゃん劇場」）
- ミラクルTV大出動! 第24話（1979年10月 - 1980年3月、TBS）
- スターダッシュNo.1!（1980年、TBS） - 藤原雪江 役
- おんな太閤記 （1981年、NHK総合「大河ドラマ」） - 豪姫 役
- 斬り捨て御免!2 第1話「大奥秘録 叛乱の地獄絵巻」 （1981年4月8日、東京12チャンネル） - 早苗 役
- 木曜ゴールデンドラマ（読売テレビ）
  - 非行少女（1982年12月2日）　※初主演
  - 愛と殺意が裁かれるとき（1984年2月16日）
  - 母VS娘、女のたたかい（1987年9月3日）
  - 姑入門（1988年1月7日）
  - 妻と永遠に生きる（1991年3月28日）
- 新・松平右近 第14話「涙にぬれた花嫁衣装」（1983年、ユニオン映画制作・日本テレビ） - お峯 役
- 真夜中の匂い （1984年、フジテレビ） - 土屋雅美 役
- スクール☆ウォーズ （1984年10月 - 1985年4月、TBS） - 山崎加代 役
- 旅よ恋よ女たちよ（1985年1月5日、NHK総合） - 庄司京子 役
- 月曜ワイド劇場（テレビ朝日）
  - 「十七歳非行妻 あなたの赤ちゃんを産みたい!ツッパリ母がわが子に残した子守唄」（1985年2月11日） - 主演
  - 「女囚犯歴簿IN」（1985年11月25日）
- かんころもちの島で（1985年2月19日、日本テレビ）
- てのひらの虹（1986年、NHK総合「ドラマ人間模様」） - 吹雪奈美 役
- 火曜サスペンス劇場（日本テレビ）
  - 1986年六月の花嫁シリーズ3「ウエディングベル」（1986年6月17日） - 主演
  - 妹の愛した男（1988年5月）
  - 浅見光彦ミステリー4 「美濃路殺人事件」（1988年9月13日） - 月岡ミキ 役
  - 朝もやの中に街が消える（1991年）
- 年末時代劇スペシャル 白虎隊（1986年、日本テレビ） - 中野竹子 役
- 女と女 華やかな春（1987年1月3日、フジテレビ） - 二瓶純子 役
- 火曜スーパーワイド「サザエさん旅あるき 漫画家一家母娘3人の珍道中！」（1988年4月5日、テレビ朝日） - 福田エミ 役
- ザ・スクールコップ （1988年、フジテレビ） - 千葉まゆみ 役
- 暴れん坊将軍III 第38話「さまよう鬼女の面」（1988年、東映制作・テレビ朝日） - さつき 役
- 月曜・女のサスペンス（テレビ東京）
  - 山手線殺人事件（1988年4月25日） - 主演
  - 愛人岬（1989年2月20日） - 主演
  - 孤独なアスファルト（1989年8月21日）
  - 霧の岬（1990年4月16日）
  - 愛と哀しみの殺意（1990年11月19日） - 主演
  - 愛がこわれる時（1991年11月4日） - 主演
  - 喪の宴（1992年3月9日） - 主演
- 鍾乳洞の死美人（1989年7月22日、テレビ朝日B）
- 男と女のミステリー「最悪のチャンス」（1989年12月15日）
- 妻そして女シリーズ「HOW TO 結婚」（1989年、毎日放送） - 主演
- 花真珠 （1990年4月-9月、読売テレビ「朝の連続ドラマ」） - 主演・桜井紀子 役
- 戦国乱世の暴れん坊 齋藤道三 怒涛の天下取り（1991年1月3日、テレビ朝日） - 小見の方 役
- 実録犯罪史シリーズ 金(キム)の戦争 ライフル魔殺人事件（1991年4月5日、フジテレビ）
- 世にも奇妙な物語 冬の特別編「ハッピーバースデイ・ツー・マイホーム」（1991年12月26日、フジテレビ） - 妻 役
- 大空港'92 第1話「愛の旅立ち・二重結婚サギ!?消えた夫の秘密」（1992年10月15日、テレビ朝日）
- 真夏の夜の夢バルセロナ〜プロバンス恐怖街道（1992年8月13日、読売テレビ）
- 激走戦隊カーレンジャー （1996年、テレビ朝日） - 奥さん 役
- 藤沢周平の人情しぐれ町（2001年、NHK総合） - おはつ 役
- 水戸黄門 第29部 第11話「木綿畑に正義の矢-出雲・松江-」（2001年6月11日、TBS） - おまき 役
- はぐれ刑事純情派 第16シリーズ 第15話「女子大生主婦40才の犯罪！時間差で死んだ姑!?」（2003年7月16日、テレビ朝日） - 大沼圭子 役
- 女と愛とミステリー 旅行作家・茶屋次郎4（2004年4月7日、テレビ東京） - 矢口雪乃 役
- 虹のかなた （2004年　毎日放送「ドラマ30」） - 遠藤美由紀 役
- 富豪刑事 第9話（2005年、テレビ朝日）- アユミ 役
- 家族善哉（2006年　毎日放送「ドラマ30」） - 佐伯芙美子 役
- ラストメール2 〜いちじく白書〜 第9・10話（2009年10月 - 12月、BS朝日）
- 一億円のさようなら 第2話（2020年10月4日、NHK BSP・BS4K） - 青島幸子 役

ほか。

### バラエティ番組
- 楽しく作る!!童話に出てくるお菓子の絵本（1983年12月、日本テレビ）
- 乃木坂スター誕生! (2021年9月17日、日本テレビ）
- 柏原芳恵の喫茶☆歌謡界（2023年2月4日・11日 、J:COMテレビ）
- 徹子の部屋（2023年7月17日 、テレビ朝日）

### ナレーション
- てれび絵本「ぼく・わたし」（2005年 NHK教育）
- おさるのジョージ（2006年 - 、NHK教育）
  - 2009年4月4日からナレーションとともに主題歌「Curious George」も担当。
- オーシャンワールド3D〜はるかなる海の旅〜（2012年） - 日本語版
- おはよう日曜診療所（2014年4月 - 2015年3月、BS日テレ）
- トコトン掘り下げ隊!生き物にサンキュー!!（2014年5月 - 2018年9月、TBS）

### ムービー
- 身障犬ギブのおくりもの（2002年） - 主演・森口久美子 役

### 声優
- 姿三四郎（1981年 フジテレビ） - 乙美 役
- 竜とそばかすの姫（2021年7月16日、東宝） - 中井さん 役

### ラジオ
- 郷愁のうた〜ノスタルジック・サウンド（1980年 - 1981年 TBSラジオ）
- 独占!うわさのワイド 岩崎良美のイキイキ40分!（1981年 ラジオ関東）
- オリエントサウンド・エクスプレス（1981年-1982年 文化放送）
- とびきりPoP愛の123（1981年 ニッポン放送）
- 日産ナマナマステーション（1982年 ニッポン放送）
- ヤングタウン東京（1982年 - 1983年 TBSラジオ）
- MBSヤングタウン金曜日（1983年 MBSラジオ）
- 良美のオシャレクラブ（1983年 東海ラジオ）
- まるのみヤングバーガー 鈴木雅之・岩崎良美 ミュージックライダー おもわず発進!（1983年 ニッポン放送）
- 良美のファンシージャケット（1983年 エフエム愛知）
- 岩崎良美・キラリ青春（1985年 - 1986年 山形放送/秋田放送/信越放送/福井放送/長崎放送/東北放送/ラジオ福島/北日本放送/山口放送）
- 岩崎良美の夢色パレット（1987年 山陰放送/熊本放送/新潟放送/RKB毎日放送/北日本放送/南日本放送/西日本放送/岐阜放送/宮崎放送/エフエム岩手/ラジオ日本）
- HAPPYクッキング（山口放送）
- 岩崎宏美・良美の 「お茶にする？」（2025年4月 - 、STVラジオ/秋田放送/東北放送/信越放送/四国放送）
- 良美のさわやかドライブ（広島FM/福井放送/ラジオ沖縄/岐阜放送）
- セイフティー・アイ（秋田放送）
- ナイスデイ・フィーリング（FM山口、fm nagasaki、FM-NIIGATA、FM長野）
- サウンドコミュニケーション（1989年 - 1990年 TOKYO FM）[注 7]
- 岩崎良美 午後のおしゃべり（1999年 FM・ブルー湘南）
- キャフェ ドゥ 岩崎良美（2024年 FM千里）

#### ラジオドラマ
- アドベンチャーロード 「A-10奪還チーム出動せよ」（1987年10月19日 - 30日、NHK-FM） - ヨハンナ・コッホ 役
- スーパーステーション 「田之助変貌」（1996年11月24日、ニッポン放送）[47]
- FMシアター（NHK-FM）
  - 「永遠の日曜日」（2000年11月25日）[48]
  - 「カサブランカ」（2001年4月21日） - 大野律子 役[49]
  - 「エリーゼさんのために」（2007年3月24日）[50]
  - 「スイートビターホーム」（2011年6月25日）[51]
- 青春アドベンチャー（NHK-FM）
  - 「哲ねこ 七つの冒険」（2007年8月6日 - 17日） - ミルルのママ 役[52]
  - 「ゼンダ城の虜」（2008年3月17日 - 28日） - アントワネット・ド・モーバン 役[53]
  - 「なぞタクシーにのって…」（2010年1月25日 - 29日） - 語り[54]

### CM
- JA全農
- カネボウ食品
  - 「キャンデー ボン・ブー」
  - 「カップしるこ」※淡谷のり子と共演
- 資生堂 「シャワーコロン」
- オリエント時計株式会社（現・セイコーエプソン株式会社）「GEMINI」「マイコンゲームウォッチ」ほか
- 明治製菓（現・明治）「マイレコード」「カール」「パイボール」「私の定期券」
- 日本ゴム株式会社 Suave（スワブスニーカー）
- 日清製油株式会社 「日清サラダ油の豆乳」
- ひよ子
- 東京ガスグループ
- 銀座ジュエリーマキ・カメリアダイヤモンド
- RNC総合住宅展 RNCランド
- 花王ブローネ ※CMソング
- 太陽生命女子ラグビー ※CMソング
- 日本マクドナルド「チキンタツタ30周年」（2021年1月 - ） - ※CMソング。「タッチ」を「タツタ」と変えた替え歌を自ら新録音[55]

### NHK紅白歌合戦出場歴
| 年度/放送回               | 回 | 曲目             | 出演順 | 対戦相手 |
| ------------------------- | -- | ---------------- | ------ | -------- |
| 1980年（昭和55年）/第31回 | 初 | あなた色のマノン | 05/23  | 西城秀樹 |

注意点
- 出演順は「出演順/出場者数」で表す。

## 書籍
- 岩崎良美ラブコレクション（1982年4月、東京音楽書院）
- あなただけ日曜日（1982年12月、近代映画社）[56]

## 受賞歴
- 1980年　第9回東京音楽祭国内大会シルバーカナリー賞、世界大会国際友好賞（「赤と黒」）
- 1980年　上半期有線大賞新人賞
- 1980年　日本テレビ音楽祭最優秀新人賞（「涼風」）
- 1980年　KBC新人歌謡音楽祭優秀新人賞
- 1980年　朝日放送歌謡新人グランプリシルバー賞並び最優秀歌唱賞
- 1980年　銀座音楽祭大衆賞並びに専門審査員奨励賞（「あなた色のマノン」）
- 1980年　新宿音楽祭審査員特別奨励賞（「あなた色のマノン」）
- 1980年　横浜音楽祭最優秀新人賞（「あなた色のマノン」）
- 1980年　歌謡ゴールデン大賞新人グランプリ審査員奨励賞（「あなた色のマノン」）
- 1980年　第11回日本歌謡大賞放送音楽プロデューサー連盟新人賞（「あなた色のマノン」）
- 1980年　FNS歌謡祭グランプリ優秀新人賞（「あなた色のマノン」）
- 1980年　第22回日本レコード大賞新人賞（「あなた色のマノン」）
- 1980年　ゴールデン・アロー賞新人賞（「赤と黒」「あなた色のマノン」）
- 1980年　ライオンリスナーズグランプリ
- 1981年　第12回日本歌謡大賞放送音楽プロデューサー連盟賞（「ごめんねDarling」）
- 1981年　FNS歌謡祭グランプリ優秀歌謡音楽賞（「ごめんねDarling」）
- 1982年　第11回東京音楽祭国内大会ゴールデンカナリー賞、世界大会ベストステージング賞・外国審査員団賞（「愛してモナムール」）
- 1985年　第27回日本レコード大賞金賞（「タッチ」）
- 1985年　アニメグランプリ
- 1985年　日本アニメ大賞主題歌賞
- 1985年　FNS歌謡祭グランプリ優秀歌謡音楽賞（「愛がひとりぼっち」）
- 1996年　文化庁芸術祭ラジオ部門優秀賞（ニッポン放送「田之助変貌」）
- 1997年　放送文化基金ラジオ番組賞（ニッポン放送「田之助変貌」）
- 1997年　放送文化基金賞（ニッポン放送「田之助変貌」）
- 1997年　ギャラクシー賞（ニッポン放送「田之助変貌」）